# Noah Dobson
Noah Dobson (* 7. Januar 2000 in Summerside, Prince Edward Island) ist ein kanadischer Eishockeyspieler, der seit Juni 2025 bei den Canadiens de Montréal in der National Hockey League (NHL) unter Vertrag steht. Zuvor verbrachte der Verteidiger knapp sechs Jahre bei den New York Islanders, die ihn im NHL Entry Draft 2018 an zwölfter Position ausgewählt hatten.

## Karriere

### Jugend
Noah Dobson wurde in Summerside geboren und lief dort in seiner Jugend unter anderem für die Summerside Capitals sowie das Eishockeyteam der Bishop’s College School auf, einer Privatschule in Lennoxville, Québec. Zur Saison 2015/16 entschloss er sich zu einem für nordamerikanische Spieler ungewöhnlichen Schritt, indem er an die Red Bull Eishockey Akademie aus dem österreichischen Salzburg wechselte, einer dem EC Red Bull Salzburg zugehörigen Nachwuchsorganisation. Nach einem Jahr in Europa kehrte der Kanadier in seine Heimat zurück und schloss sich zur Spielzeit 2016/17 den Titan d’Acadie-Bathurst aus der Ligue de hockey junior majeur du Québec (LHJMQ) an. Dort etablierte er sich im Folgejahr als Offensivverteidiger, so wurde er mit 69 Scorerpunkten nach Olivier Galipeau zum zweitbesten Scorer unter den Abwehrspielern der Liga. Durch seine 67 Partien erreichte er zugleich einen Punkteschnitt von über 1,0 pro Spiel, sodass man ihn im First All-Star Team der LHJMQ berücksichtigte. Unterdessen gewann er mit Acadie-Bathurst die Playoffs um die Coupe du Président, ebenso wie das anschließende Turnier um den Memorial Cup 2018, wobei er ebenfalls ins All-Star Team gewählt wurde. Anschließend berücksichtigten ihn die New York Islanders im NHL Entry Draft 2018 an zwölfter Position. Zur Spielzeit 2018/19 übernahm Dobson das Amt des Mannschaftskapitäns bei den Titan, wurde jedoch im Januar 2019 im Tausch für vier Draft-Wahlrechte an die Huskies de Rouyn-Noranda abgegeben. Mit den Huskies gelang es ihm, sowohl die Coupe du Président als auch den Memorial Cup zu verteidigen und dabei jeweils erneut in die jeweiligen All-Star Teams gewählt zu werden. Durch seine 29 Scorerpunkte aus 20 Spielen wurde er darüber hinaus mit der Trophée Guy Lafleur als wertvollster Spieler der LHJMQ-Playoffs geehrt.

### NHL
Nach einer überaus erfolgreichen Juniorenkarriere wechselte Dobson zur Saison 2019/20 in die Organisation der New York Islanders, die ihn bereits im August 2018 mit einem Einstiegsvertrag ausgestattet hatten. Bei den Isles erspielte er sich im Rahmen der Saisonvorbereitung einen Platz im Aufgebot und debütierte somit im Oktober 2019 in der National Hockey League, wo er seither regelmäßig zum Einsatz kommt. In der Saison 2021/22 steigerte er seine Leistungen deutlich auf 51 Punkte aus 80 Partien. Im August 2022 unterzeichnete er einen neuen Dreijahresvertrag in New York, der ihm ein durchschnittliches Jahresgehalt von vier Millionen US-Dollar einbringen soll.
In der Spielzeit 2023/24 gelang Dobson eine erneute Leistungssteigerung auf einen neuen Karriere-Bestwert von 70 Punkten in 80 Einsätzen. Ligaweit belegte er damit den siebten Rang unter den Abwehrspielern, während die Marke von 70 Punkten in der Geschichte der Islanders auf seiner Position zuletzt Denis Potvin vor über 40 Jahren erreichte (76 Scorerpunkte; Saison 1980/81).
Nach sechs Jahren bei den Islanders wurde Dobson im Juni 2025 zu den Canadiens de Montréal transferiert, bevor er zum 1. Juli zum Restricted Free Agent geworden wäre. Im gleichen Atemzug unterzeichnete er einen neuen Achtjahresvertrag bei den Canadiens, der ihm ein durchschnittliches Jahresgehalt von 9,5 Millionen US-Dollar einbringen soll. Im Gegenzug erhielten die Islanders dabei Emil Heineman und zwei Erstrunden-Wahlrechte im unmittelbar anstehenden NHL Entry Draft 2025.

### International
Erste internationale Erfahrungen sammelte Dobson bei der World U-17 Hockey Challenge 2016, wo er mit dem Team Canada Red den sechsten Platz belegte. Auf U18-Niveau nahm er anschließend am Ivan Hlinka Memorial Tournament 2017 teil, bei dem die kanadische Auswahl die Goldmedaille errang. Für die kanadische U20-Nationalmannschaft debütierte er im Rahmen der U20-Weltmeisterschaft 2019, die die Mannschaft abermals auf dem sechsten Rang beendete.
Zu seinem Debüt in der kanadischen A-Nationalmannschaft kam Dobson bei der Weltmeisterschaft 2025. Dort sammelte er in acht Turniereinsätzen vier Scorerpunkte, während die Kanadier im Viertelfinale ausschieden und den fünften Platz belegten.

## Erfolge und Auszeichnungen
| - 2018 Coupe-du-Président-Gewinn mit den Titan d’Acadie-Bathurst - 2018 LHJMQ First All-Star Team - 2018 Memorial-Cup-Gewinn mit den Titan d’Acadie-Bathurst - 2018 Memorial Cup All-Star Team - 2019 Coupe-du-Président-Gewinn mit den Huskies de Rouyn-Noranda | - 2019 Trophée Guy Lafleur - 2019 LHJMQ First All-Star Team - 2019 Memorial-Cup-Gewinn mit den Huskies de Rouyn-Noranda - 2019 Memorial Cup All-Star Team |

### International
- 2017 Goldmedaille beim Ivan Hlinka Memorial Tournament

## Karrierestatistik
Stand: Ende der Saison 2024/25

### International
Vertrat Kanada bei:
- World U-17 Hockey Challenge 2016
- Ivan Hlinka Memorial Tournament 2017
- U20-Weltmeisterschaft 2019
- Weltmeisterschaft 2025

(Legende zur Spielerstatistik: Sp oder GP = absolvierte Spiele; T oder G = erzielte Tore; V oder A = erzielte Assists; Pkt oder Pts = erzielte Scorerpunkte; SM oder PIM = erhaltene Strafminuten; +/− = Plus/Minus-Bilanz; PP = erzielte Überzahltore; SH = erzielte Unterzahltore; GW = erzielte Siegtore; 1 Play-downs/Relegation; Kursiv: Statistik nicht vollständig)